# FK Xəzər Lənkəran

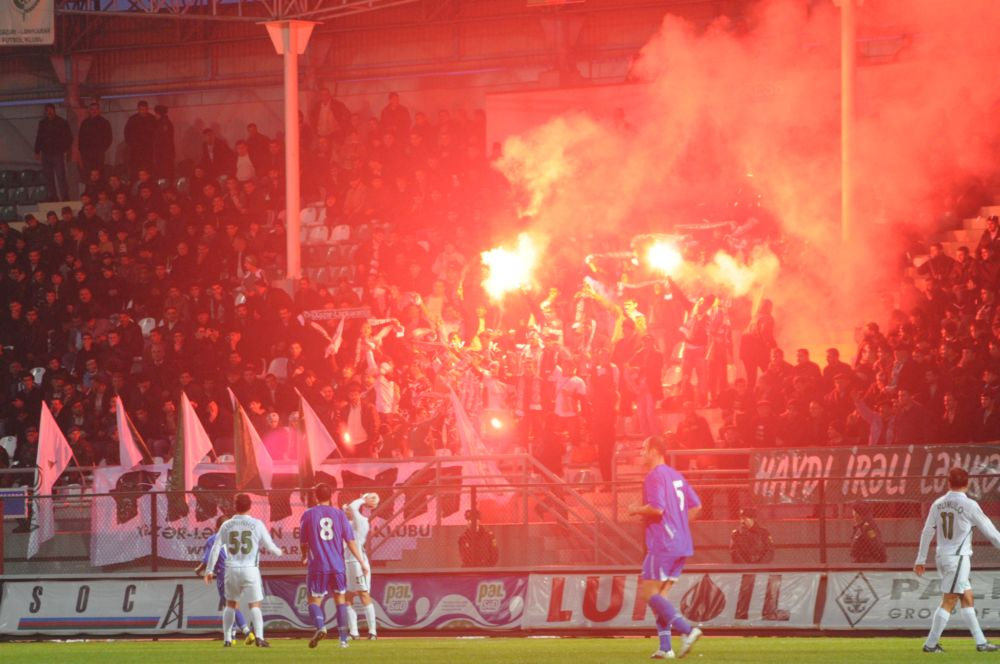
Fans vieren feest in seizoen 2008-2009

FK Xəzər Lənkəran  is een Azerbeidzjaanse voetbalclub uit de stad Lənkəran.

## Geschiedenis
De club werd opgericht in 1975 als Chazar Lenkoran, destijds volgens de Russische schrijfwijze. 
De club was medeoprichter van de hoogste klasse in 1992 nadat het land onafhankelijk geworden was. Na drie onopvallende seizoenen trok de club zich tijdens seizoen 1994/95 na twaalf wedstrijden terug uit de competitie.
In 2004/05 keerde de club terug naar de hoogste klasse en eindigde op een gedeelde eerste plaats, waarna een beslissingswedstrijd werd gespeeld tegen Neftçi Bakoe die de club met 2-1 verloor. Het seizoen 2005/06 eindigde de club in de middenmoot. In het seizoen 2006/07 werd de dubbel behaald: Khazar veroverde het landskampioenschap en de beker, beide voor het eerst.
Na een laatste plaats in het seizoen 2015/16 trok de club zich terug en ging enkel verder met de jeugdafdeling

## Erelijst
- Yüksək Dəstə

2007
- Beker van Azerbeidzjan

2007, 2008, 2011
- Azerbeidzjaanse Supercup

2013
- GOS beker

2008

## In Europa
Uitslagen vanuit gezichtspunt FK Xəzər Lənkəran
| Seizoen | Competitie       | Ronde | Land              | Club                | Totaalscore | 1e W    | 2e W       | PUC |
| ------- | ---------------- | ----- | ----------------- | ------------------- | ----------- | ------- | ---------- | --- |
| 2005/06 | UEFA Cup         | 1Q    | Vlag van Moldavië | Nistru Otaci        | 2-5         | 1-3 (U) | 1-2 (T)    | 0.0 |
| 2007/08 | Champions League | 1Q    | Vlag van Kroatië  | Dinamo Zagreb       | 2-5         | 1-1 (T) | 1-3 nv (U) | 0.5 |
| 2008/09 | UEFA Cup         | 1Q    | Vlag van Polen    | Lech Poznań         | 1-5         | 0-1 (T) | 1-4 (U)    | 0.0 |
| 2010/11 | Europa League    | 1Q    | Vlag van Moldavië | FC Olimpia Bălţi    | 1-1 u       | 0-0 (U) | 1-1 (T)    | 1.0 |
| 2011/12 | Europa League    | 2Q    | Vlag van Israël   | Maccabi Tel Aviv FC | 1-3         | 1-3 (U) | 0-0 (T)    | 0.5 |
| 2012/13 | Europa League    | 1Q    | Vlag van Estland  | Nõmme Kalju FC      | 4-2         | 2-2 (T) | 2-0 (U)    | 2.0 |
|         |                  | 2Q    | Vlag van Polen    | Lech Poznań         | 1-2         | 1-1 (T) | 0-1 (U)    | 2.0 |
| 2013/14 | Europa League    | 1Q    | Vlag van Malta    | Sliema Wanderers    | 2-1         | 1-1 (U) | 1-0 (T)    | 1.5 |
|         |                  | 2Q    | Vlag van Israël   | Maccabi Haifa       | 0-10        | 0-2 (U) | 0-8 (T)    | 1.5 |

Totaal aantal punten voor UEFA coëfficiënten: 5.5

## Bekende (ex-)spelers
- Elvin Beqiri
- Randall Brenes
- Fatih Sonkaya
- Thiego
- Ivan Tsvetkov